# Edith Sutton

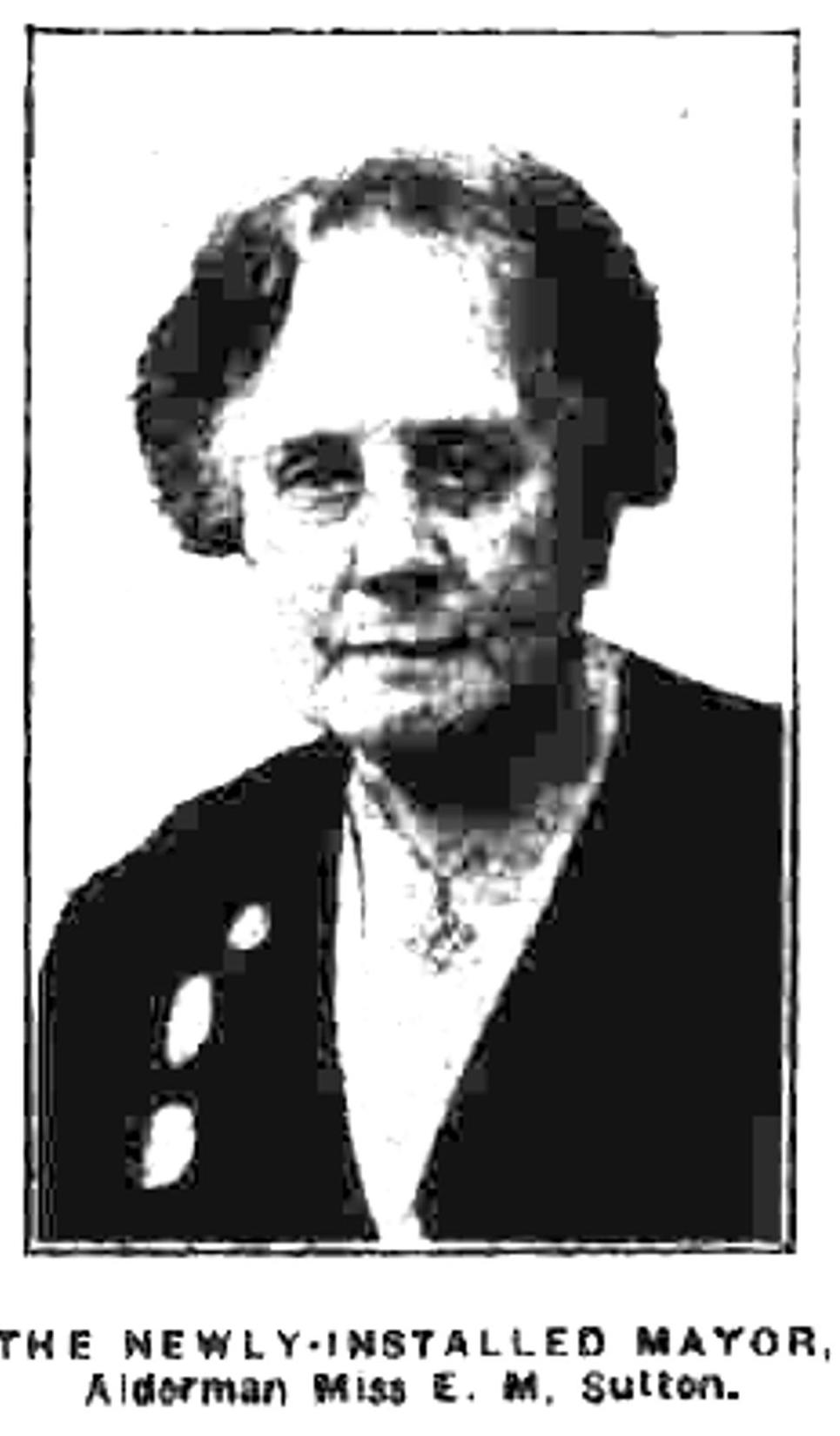
„Newly installed mayor, alderman Miss E.M. Sutton“, Reading Standard vom 22. September 1933

Edith Mary Sutton (* 1862 in Reading, Berkshire; † 30. März 1957 ebenda) war eine englisch-britische Politikerin und Frauenwahlrechtsaktivistin.  Sie war die erste Frau, die Ratsmitglied in England wurde und die erste Bürgermeisterin von Reading.

## Leben
Sutton stammte aus der wohlhabenden Familie Sutton, die die Saatgutfirma Sutton & Sons in Reading besaß. Über die ihre fast 40 Lebensjahre im 19. Jahrhundert ist nichts öffentlich überliefert.
1901 wurde Sutton in das School Board von Reading gewählt, als vierte von siebzehn Kandidaten.  1907 wurde sie im Wahlkreis Battle in Reading die erste weibliche Stadträtin (councilor ) in England. In den 1930er Jahren wurde sie zunächst Alderman (1931). Bis dahin war sie eine Unabhängige, wechselte 1933 dann zur Labour Party und wurde die zweite Labour- und erste weibliche Bürgermeisterin in Reading. Sutton wurde außerdem 1954 in Anerkennung ihrer 38 Jahre währenden bürgerlichen Tätigkeit zum Freeman of Reading ernannt.

### Frauenwahlrecht
1906 wurde mit Mary Cruickshank als Präsidentin die Reading Suffrage Society als Teil der National Union of Women’s Suffrage Societies (NUWSS) gegründet. Obwohl Sutton bei der Gründungsversammlung nicht anwesend war, wurde sie zur Vizepräsidentin gewählt. Der Reading Observer berichtet auch, dass sie eine Botschaft geschickt hatte: „Ich muss gestehen, dass ich anfangs davor zurückgeschreckt bin, in der Frage des Frauenwahlrechts irgendeinen definitiven Schritt zu tun, bis mir klar wurde, wie feige es ist, andere für eine Position kämpfen zu lassen, die man selbst sofort übernehmen würde, wenn der Kampf vorbei ist.“
Als sich mit dem Qualification of Women (County and Borough Councils) Act 1907 das Wahlrecht änderte und Frauen bei den Kommunalwahlen gewählt werden konnten, wurde Sutton als erstes weibliches Ratsmitglied in Reading ohne Gegenkandidaten gewählt.
Im Jahr 1907 hielt Millicent Garrett Fawcett eine Veranstaltung zum Frauenwahlrecht ab, bei der sie von Männern im Saal ständig unterbrochen oder niedergeschrien wurde, ohne dass die anwesende Polizei einschritt. Sutton ergriff am Ende das Wort, setzte ihre Autorität als Ratsmitglied ein, um den Saal zu beruhigen, und dankte Fawcett. Dabei sagte sie, dass Frauen ein Wahlrecht als „eine sehr ernste Verantwortung empfinden würden, die sie in einem sehr ernsten Licht betrachten würden, so wie sie selbst ihre kommunale Stimme“. Sie behauptete, die Frauen würden „ihrer Verantwortung gerecht werden und sie gut nutzen“.
Sutton stand an der Spitze einer Gruppe von 70 Suffragetten aus Reading (darunter berufstätige Frauen, Lehrerinnen, Krankenschwestern, Ärztinnen und Mitglieder der Primrose League), die sich am 13. Juni 1908 dem Londoner Suffrage-Marsch der NUWSS mit rund 10.000 Teilnehmerinnen zur Royal Albert Hall anschlossen. Es wurde ein Foto gemacht, als sie mit dem Zug losfuhren, es wurde berichtet, dass das Banner von Reading eines der größten war, geschmückt mit den fünf weiblichen Köpfen aus dem Stadtwappen.
Im November 1908 sprach Sutton im Anschluss an eine Anti-Frauenwahlrecht-Veranstaltung von Edward Clarke. Sutton sagte in Anlehnung an das Kirchenbild des Paulus (1 Kor 12,12–26 ), die Frauenwahlrechtsbewegung beruhe auf dem christlichen „Ideal eines sozialen Staates, in dem jedes Glied des Körpers seinen Teil tun muss und jedes Teil gesund und gesund sein muss, wenn der Körper als Ganzes die Funktionen erfüllen soll, für die er geschaffen wurde“. Sie vertrat die Ansicht, dass das Frauenwahlrecht der gesamten Gemeinschaft zugute käme, dass Reformen aber Zeit brauchen würden. Trotz Widerstands unter den Anwesenden wurde ihr Antrag angenommen, dass „das Wahlrecht für Frauen aus Gründen der Gerechtigkeit und Zweckmäßigkeit gewährt werden sollte“. In weiteren Reden ein Jahr später in Basingstoke und Bath forderte Sutton erneut eine gleichberechtigte Stellung der Frauen in der bürgerlichen Gesellschaft und unterstützte die Ärztin und Suffragette Mary Morris, die erste weibliche Schulinspektorin in Bath.
1910, als die Redakteurin von The Common Cause (der Zeitung der NUWSS), Helena Swanwick, an einer Versammlung teilnahm, sagte Sutton auch in Abgrenzung zu militanteren Suffragetten, dass der ruhige und beharrliche Einfluss der NUWSS die Unterstützung für das Frauenwahlrecht gewinne. Sutton konnte eine Umfrage unter allen 1.057 weiblichen Haushalten in Reading zitieren, bei der 1.046 Frauen für das Frauenwahlrecht unterschrieben hatten.
Am 5. Juli 1911 schlug Sutton, unterstützt von ihrem Mit-Stadtrat E.P. Colber, dem Rat von Reading vor, dass die Stadt ein offizielles Schreiben an die Regierung zur Unterstützung des zu der Zeit im Parlament diskutierten Gesetzes über ein (eingeschränktes) Frauenwahlrecht verfassen solle. Der Punkt wurde debattiert, aber als „parteipolitisch“ und nicht in die Zuständigkeit des Rates fallend eingestuft. Einem Pressebericht zufolge sprach sich in der Debatte eine klare Mehrheit der Ratsmitglieder für Suttons Vorschlag aus, so dass er bei einer Abstimmung angenommen worden wäre; 80 andere Councils hatten ein solches Unterstützungsschreiben verschickt.
1912 schrieb Sutton an den örtlichen Parlamentsabgeordneten und Generalstaatsanwalt Rufus Isaac und verwies dabei auf das „schwedische Modell“, nach dem Haushaltsvorstände und ihre Ehefrauen das Wahlrecht erhielten. In Gloucester unterstützte sie Harold Baillie-Weaver von der Men’s League for Women’s Suffrage und erläuterte die nützliche Rolle von Frauen im Stadtrat, obwohl sie alleinstehende Haushaltsvorstände sein mussten, um sich zur Wahl stellen zu können, und fragte was eigentlich wäre, wenn sich auch nur alleinstehende Männer zur Wahl stellen dürften. Sutton wurde von Labour-Anhängern, die ein allgemeines Wahlrecht für Erwachsene forderten, um das Wahlrecht auf alle Männer und Frauen zu den gleichen Bedingungen auszuweiten, in die Mangel genommen.
Die Arbeit der NUWSS konzentrierte sich auf legale Aktionen, 1913 auf einen großen Sternmarsch auf unterschiedlichen Routen nach London, wo sich am Ende 50 000 Menschen friedlich im Hyde Park versammelten. Im Juli 1913 begrüßte Sutton die sogenannten „Pilger“ der Route aus dem West Country, etwa hundert Personen, ergänzt durch Mitglieder der Frauenwahlrechtsgruppen aus Reading, Crowthorne, Ascot und Wokingham, zu einer Demonstration auf dem Marktplatz von Reading, wo insgesamt 3000 Menschen anwesend waren.
Auch andere Veranstaltungen erhielten durch die Pilgerreisen zusätzliches Interesse und Sutton hielt im Zuge der Nachwahlten 1913 weitere Versammlungen unter freiem Himmel ab, die „überall freundlich und wohlwollend“ besucht wurden, und berichtete, dass „in den letzten zwölf Monaten unter den Fabrikarbeitern ein völliger Gesinnungswandel in der Wahlrechtsfrage stattgefunden habe“. In Leeds sprach sie über die Rolle der Frauen in der Kommunalverwaltung und die Notwendigkeit, die Unterstützung der Männer zu gewinnen. Sutton wurde 1915 Präsidentin des NUWSS-Zweigs in Reading und setzte während des Krieges die NUWSS-Ressourcen für wohltätige Arbeit in Kindertagesstätten und Frauenkriegslazaretten ein.
Sutton wurde 1918 zur Schatzmeisterin eines Woman’s Council gewählt, das initiiert von Anna Munro verschiedene lokale Zweige von Frauenwahlrechtsgruppen zusammenschloss, darunter neben der NUWSS die Women’s Freedom League, die National Union of Women Workers, die Workers’ Educational Association, die Women’s Co-operative Guild, die Railway Women’s Guild, die Independent Labour Party, die British Socialist Party, die Guild of Social Welfare, die National Federation of Women Teachers, die Class Teachers’ Association und die Tailoresses’ Union.

### Sozialpolitik
Während ihrer gesamten politischen Laufbahn setzte sich Sutton für die Gesundheit und das Wohlergehen der örtlichen Bevölkerung ein. Schon 1902 war sie an der Gründung einer lokalen Navvy Mission beteiligt, die religiöse Unterweisung und soziale Veranstaltungen für die 400 bis 500 Eisenbahnarbeiter vorsah, die sich mindestens ein Jahr lang in der Stadt aufhalten sollten, um Eisenbahnstrecken zu bauen.
Im Jahr 1907 wurde sie in einen Unterausschuss des Bildungsministeriums berufen, der sich mit der Unterernährung von Kindern befassen sollte. 1908 hielt sie vor der Christian Social Union in Reading zum Thema der Sweatshops. Im Jahr 1910 sprach sie auf einem Frauenkongress in London über ihre Arbeit im Ausschuss für Altersrenten des Stadtrats. Sutton war Mitglied des Sanitätsausschusses und des Unterausschusses, der sich mit dem Gesetz über die Unterbringung von Arbeitern (Housing of the Working Classes Act 1900) befasste.
Nur zwei Jahre nach ihrer Wahl in den Stadtrat im Jahr 1909 wurde Sutton als erste Frau des Landes in das Watch committee zur Überwachung der Polizeiarbeit berufen, in dem sie 30 Jahre lang Mitglied blieb. Anschließend wurde sie in einen neuen Unterausschuss berufen, der sich mit der Frage nach geeigneten Haftbedingungen für Kinder und Jugendliche befassen sollte. Diese Rolle wurde 1914 erweitert, als sie zu einer Visitor of the Place of Detention gemäß dem Children Act 1908 ernannt wurde. 1916 hielt Sutton in Oxford einen Vortrag über die Arbeit des Watch committees, in dem sie die lange Geschichte dieser Ausschüsse skizzierte, aber darauf hinwies, dass derzeit nur drei Frauen im ganzen Land in diese Gremien berufen worden waren. Abschließend lobte sie „die Arbeit der weiblichen Polizisten in den höchsten Tönen“. Sechs Jahre später wies sie bei einer Rede in Hastings darauf hin, dass es zu Beginn des Krieges nur zwei Polizistinnen in Reading gegeben habe, die „die besten Freunde der Mädchen und der in der Stadt stationierten Männer“ gewesen seien.
Auf der Jahrestagung der Reading Women's Suffrage Society im Jahr 1915 berichtete Sutton nicht nur über die Beliebtheit des Kindergartens der Organisation, sondern auch darüber, dass in Zusammenarbeit mit dem National Relief Fund 1.314 Mahlzeiten an hungrige Kinder ausgegeben wurden.
Als 1916 in Reading ein Verein zur Pflege von Tuberkuloseerkrankten gegründet wurde, wurde Sutton dessen erste Vorsitzende. Zwei Jahre später war Sutton Vorsitzende desSpecial Needs Committees des Royal Berkshire Hospital, der Geld für die Ausstattung des Krankenhauses sammelte.
Sutton wurde 1920 auch zur ersten weiblichen Friedensrichterin in Reading ernannt und übte dieses Amt bis 1940 aus; zu diesem Zeitpunkt war sie Vorsitzende des Magistrats.
Bei der Verleihung der Ehrenbürgerschaft von Reading im Jahr 1954 wurde ihre langjährige Tätigkeit als Mitglied und spätere Vorsitzende des Ausschusses, der für die Betreuung geistig Behinderter zuständig war, offiziell gewürdigt. Ihr Engagement hatte 1914 begonnen, als sie in einen Ausschuss berufen wurde, der vom Stadtrat von Reading als Reaktion auf den im Jahr zuvor vom Parlament verabschiedeten Mental Deficiency Act eingerichtet worden war.
Sutton bezeichnete 1922 ihren Ansatz für ihre Arbeit einfach als „the human line“.

### Bildungspolitik
Im Jahr 1907 wurde Sutton zur Vorsitzenden des Unterausschusses für Schulverwaltung des Bildungsausschusses von Reading ernannt, und nur zwei Jahre später wurde sie Mitglied des Verwaltungsrats der Reading High School.
Sutton wurde eingeladen, 1913 vor dem Yorkshire Ladies’ Council of Education in Leeds eine Rede über die Arbeit von Frauen in öffentlichen Einrichtungen zu halten, in der sie hervorhob, „wie viele Frauen in der kommunalen Arbeit gebraucht werden und leisten können“. Im folgenden Jahr war sie eine der drei Delegierten aus Reading bei der Jahreshauptversammlung der National Union of Teachers in Lowestoft.
Sutton war die einzige Stadträtin von Reading, die 1916 als Vertreterin zur Konferenz der Association of Education Committees nach London geschickt wurde. 1933 wurde sie vom Reading Education Committee und fünf anderen nominiert, um im Exekutivkomitee der gleichen Organisation mitzuarbeiten.
In einer Rede bei der Preisverleihung an der Abbey School in Reading im Jahr 1916 erklärte Sutton, dass sich Mädchen nicht mehr Selbstunterdrückung, sondern in Selbstdarstellung zum Ziel nehmen sollte und dass sie anstreben sollten, „so gut wie eben möglich zu sein“.
Sutton wurde 1918 zur stellvertretenden Vorsitzenden des Reading Education Committees ernannt und übte diese Funktion auch 1938 noch aus. Im selben Jahr wurde sie auch in den Bildungsausschuss des Grafschaftsrats von Berkshire berufen.
1928 wurde sie vom Reading Education Committee als stellvertretende Leiterin in den Verwaltungsrat der Greycoat Foundation, Queen Anne's School in Reading berufen, und 1930 war sie Vorsitzende des Verwaltungsrats der Kendrick Girls’ School.
Sutton lebte bis zu ihrem 95. Lebensjahr und starb 1957 in Reading. Sie ist auf dem Old Reading Cemetery beigesetzt.